# Paralimnophila stradbrokensis
Paralimnophila stradbrokensis là một loài ruồi trong họ Limoniidae. Chúng phân bố ở miền Australasia.